# Dunstano di Canterbury
Dunstano (in inglese Dunstan) di Canterbury (Baltonsborough, 909 circa – Canterbury, 19 maggio 988) è stato un abate e arcivescovo anglosassone.
Fu abate di Glastonbury e arcivescovo di Canterbury. È venerato come santo dalla Chiesa cattolica, da quella ortodossa e da quella anglicana.
La sua opera restaurò il monachesimo in Inghilterra e riformò la Chiesa dell'isola. Per i successivi due secoli fu il santo più popolare del regno, grazie anche alle leggende che ne ricordano in particolare le astuzie nel combattere il diavolo.

## Agiografia

### La nascita
Dunstan nacque a Baltonsborough, nel Somerset. Il padre era Heorstan, un nobile del Wessex, fratello del vescovo di Wells e Winchester; la madre, Cynethryth, è ricordata come una donna pia. Osbern, il suo principale biografo (XI secolo), riferisce che un segno divino le rivelò la santità del figlio che avrebbe partorito:
(Osbern)
L'anonimo autore della biografia dei suoi primi anni pone la nascita di Dunstan durante il primo anno del regno di Atelstano d'Inghilterra (il 924 o il 925). Questa data, tuttavia, non può coincidere con le testimonianze scritte dell'epoca, che la anticipano, più probabilmente, al 910 o agli anni precedenti.

### Il periodo alla corte e la presa dei voti
Da giovane, Dunstan studiò presso i monaci irlandesi che avevano occupato le rovine dell'abbazia di Glastonbury. Secondo le fonti era d'indole ottimistica e si distingueva per il rapido apprendimento e l'abilità nelle arti manuali. Si ricorda anche una visione, che gli avrebbe predetto la restaurazione dell'abbazia e che fu colpito da una grave malattia, ma ne fu miracolosamente guarito. Con il consenso dei genitori, ricevette gli ordini minori e operò presso l'antica chiesa di Santa Maria. La sua devozione allo studio lo fece tanto conosciuto, che Atelmo, altro suo zio e arcivescovo di Canterbury, lo fece entrare al suo servizio. Più tardi passò alla corte di re Atelstano.

Presto Dunstano divenne il favorito del sovrano, cosa che destò l'invidia degli altri membri della corte. Contro di lui fu infatti ordito un complotto e fu accusato di stregoneria e magia nera. Il re gli ordinò allora di lasciare la corte e, attaccato ora fisicamente dai nemici, fu picchiato, legato e gettato in una latrina. Riuscito a liberarsi, raggiunse la casa di un amico e dì lì raggiunse Winchester, dove abitava suo zio vescovo Elfego.
Elfego lo persuase a farsi monaco, ma Dunstan aveva ancora dei dubbi riguardo alla sua vocazione al celibato. Nel frattempo lo aveva colpito una grave malattia che aveva ricoperto il suo corpo di pustole, forse si trattò di lebbra, ma più probabilmente fu una conseguenza dell'avvelenamento provocato dalla caduta nella fogna. Qualunque fosse stata la causa, il fatto cambiò la mentalità di Dunstan che, guarito, fu consacrato monaco nel 943 (quasi a titolo personale, essendo il monachesimo di fatto scomparso dalla Gran Bretagna) e tornò a Glastonbury, dove visse da eremita. Presso la vecchia chiesa di Santa Maria costruì una piccolissima cella dove studiava, lavorava e suonava la sua arpa. Fu a questo punto che, secondo la leggenda, il diavolo lo tentò, ma fu respinto dal monaco che lo ferì con le sue pinze da fabbro.

### Dunstano monaco

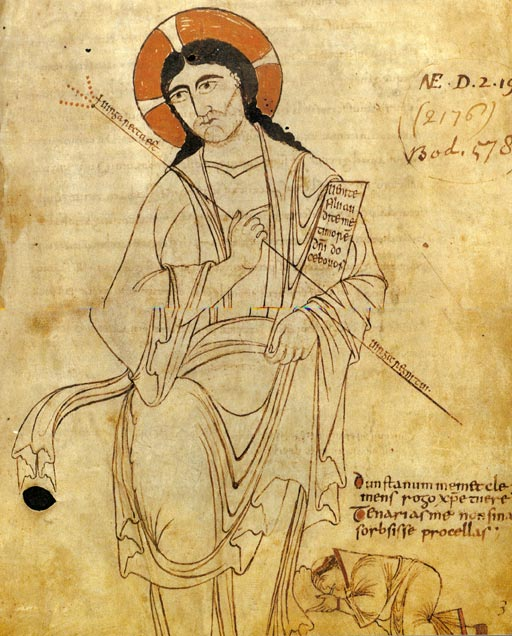
L'illustrazione del Glastonbury Classbook.

A Glastonbury, Dunstano lavorava allo scriptorium, ma era anche un abile artigiano, in particolare dell'argento. È probabile che sia lui l'autore di una nota immagine di Cristo con un piccolo monaco prostrato (forse un autoritratto) inserita nel Glastonbury Classbook; fu questa una delle prime illustrazioni del genere divenute tipiche dell'arte anglosassone medievale.
Dunstano acquisì anche fama di musicista, miniaturista e fabbro. Etelfeda, nipote di re Etelstano, scelse il monaco come fidato consigliere e alla sua morte gli lasciò una considerevole fortuna, che Dunstano utilizzò in seguito per far rinascere il monachesimo in Inghilterra. Nello stesso periodo morì anche il padre Heorstan, perciò si trovò anche in eredità il patrimonio familiare.

Dunstano divenne una persona molto conosciuta, carismatica e influente, e, alla morte di Etelstano, nel 940, il nuovo monarca Edmondo, lo ammise alla sua corte a Cheddar, facendolo ministro.
Tuttavia, ancora una volta, i favori che gli accordò il sovrano scatenarono la gelosia dei cortigiani che prepararono un complotto, in seguito al quale il monarca era già sul punto di allontanarlo. A Cheddar si trovavano allora alcuni messi del "Regno Orientale", probabilmente l'Anglia orientale. Il monaco implorò questi ultimi di portarlo con loro al ritorno in patria e, sebbene essi accettassero a parole, non esaudirono la sua richiesta. Tuttavia, la biografia ricorda un fatto miracoloso che ribaltò la situazione:

### Abate di Glastonbury

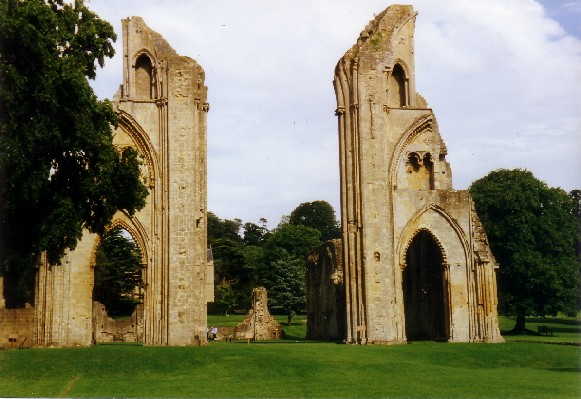
Ruderi dell'abbazia di Glastonbury: il coro.

Dunstano, ora abate di Glastonbury, cominciò ad adoperarsi per la rinascita del monachesimo inglese e per ricostruire l'abbazia. Per iniziare, restaurò nell'abbazia la regola benedettina. Il fatto che la regola di San Benedetto fosse la base della sua restaurazione non è soltanto affermato dal suo primo biografo, che conosceva molto bene Dunstano, ma è evidente anche dalla natura delle sue prime decisioni prese come abate, sia rispetto agli edifici che alle tendenze benedettine della maggior parte dei suoi discepoli.
La prima preoccupazione di Dunstano fu di ricostruire la chiesa dedicata a San Pietro, il chiostro e le celle per la clausura. Affidò al fratello Wulfrico la gestione degli affari temporali, in modo che «né lui né nessun altro dei monaci dovesse interrompere la clausura» e istituì una scuola per i giovani locali, presto diventata la più rinomata d'Inghilterra. Estese anche il sistema d'irrigazione sul circostante Somerset Level.
Nel 946, quando Dunstano era abate da non più di due anni, re Edmondo fu assassinato e gli successe il fratello Edredo. Il nuovo sovrano, cagionevole di salute, era affiancato dalla madre, Edgiva di Kent, dal primate d'Inghilterra, l'arcivescovo Oda e da alcuni nobili dell'Anglia orientale al cui vertice stava il potente ealdorman Etelstano Mezzo-re. Fu una politica caratterizzata da un atteggiamento di unificazione e conciliante con l'altra metà del regno, che era in mano danese, l'obiettivo era il ristabilire l'autorità del re: in campo ecclesiastico, si favoriva la diffusione del Cattolicesimo tramite la ricostruzione dei luoghi di culto, la moralizzazione del clero e della laicità e l'opposizione alla religione dei Danesi. Contrari a queste riforme furono i nobili del Wessex, dei quali molti erano parenti di Dunstano, che intendevano conservare la situazione attuale. Per nove anni, comunque, l'influenza dell'abate riuscì a conciliare le parti e, affermando di non voler abbandonare il re e la sua causa, rifiutò per due volte la cattedra vescovile (quella di Winchester nel 951 e quella di Crediton nel 953).

### L'esilio e il ritorno
Nel 955, morto Edredo, la situazione cambiò radicalmente. Salì infatti al trono il figlio maggiore, Edvingo, un giovane testardo e legato ai nobili reazionari. Secondo una leggenda, le ostilità nei confronti di Dunstano iniziarono il giorno stesso dell'incoronazione di Edvingo, quando il giovane monarca non partecipò a un incontro con i nobili. L'abate lo trovò a spassarsela con una nobildonna, tale Elgiva, e perfino con la madre di questa. Il monarca si rifiutò di andare con Dunstano, il quale, adirato, trascinò con sé Edvingo e lo obbligò a rinunciare alla ragazza, definendola una "sgualdrina". In seguito, comprendendo di aver provocato il re, Dunstano fuggì nel suo monastero, ma l'altro, incitato da Elgiva, che nel frattempo aveva sposato, lo inseguì e saccheggiò il monastero.
Dunstano, riuscito a mettersi in salvo, si rifugiò nelle Fiandre, sebbene non ne conoscesse né l'idioma, né le usanze. Tuttavia, il conte locale, Arnolfo I, lo accolse con tutti gli onori e lo fece alloggiare nell'abbazia di Mont Blandin, vicino a Gand. Questo era uno dei centri della rinascita benedettina nel paese e Dunstano ebbe quindi la possibilità di constatare la stretta osservanza della regola restaurata a Cluny all'inizio del secolo.
L'esilio non fu di lunga durata: prima della fine del 957, i Merci e i Northumbri si ribellarono e, scacciato Edvingo, misero al suo posto il fratello Edgardo; ben presto, comunque, si arrivò ad un accordo con il quale i due fratelli si spartirono il regno, Edgardo comandò sulle terre a nord del Tamigi ed Edvingo su quelle a sud. Il nuovo sovrano richiamò a sé Dunstano, che fu consacrato vescovo da Oda e, alla morte di Coenvaldo, alla fine del 957, fu assegnato alla cattedra di Worcester.
L'anno seguente, essendo vacante anche la sede di Londra, Dunstano ne divenne vescovo, congiungendola alla diocesi di Worcester. Nell'ottobre del 959, Edvingo morì e il fratello fu riconosciuto come re di tutta l'Inghilterra. Uno degli ultimi atti di Edvingo, che nel frattempo si era redento, fu di nominare il successore di Oda, morto il 2 giugno 958. Prima vi pose Alfsige, ma questo morì di freddo nelle Alpi mentre tornava dalla consacrazione a Roma; quindi vi pose Birtelmo, vescovo di Wells. Presto, però, Edgardo lo rimosse, non essendo in grado, a suo avviso, di amministrare nel giusto modo l'arcidiocesi. La cattedra di Canterbury fu allora affidata a Dunstano.

### Arcivescovo di Canterbury

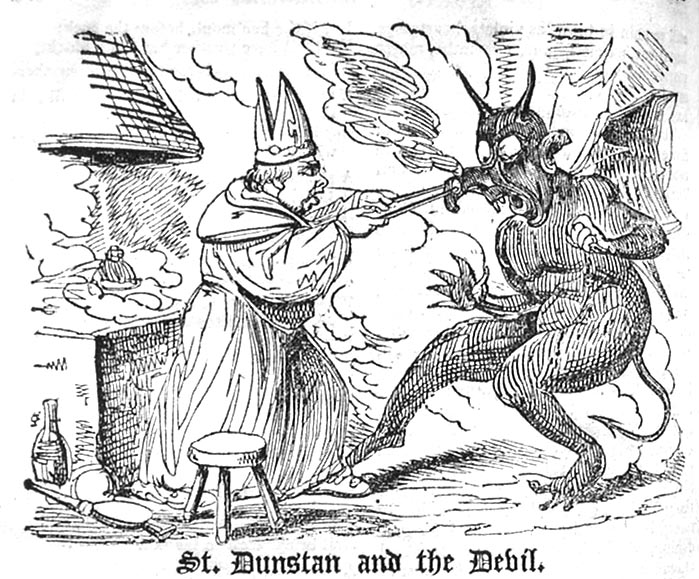
San Dunstano e il diavolo, stampa satirica del 1826.

Come era prassi, Dunstano stesso si recò a Roma, nel 960, e ricevette il pallium da papa Giovanni XII. Durante il viaggio, il religioso si distinse per le sue opere di carità, non lasciando nulla per sé stesso o per gli accompagnatori. Un suo servitore si lamentava, ma Dunstano affermò che per loro era sufficiente la fede in Gesù.
Tornato da Roma, l'arcivescovo tornò a operare anche come primo ministro del regno. Su suo consiglio, fu nominato Oelfstan, vescovo di Londra, e Osvaldo, di Worcester. Nel 963, Æthelwold, abate di Abingdon, fu trasferito alla diocesi di Winchester. Con il loro aiuto e grazie al supporto del re, Dunstano riuscì a portare a termine le riforme della Chiesa Anglosassone. I monaci furono invitati a vivere nelle comunità con spirito di sacrificio e Dunstano stesso rafforzò la legge che prevedeva il celibato.
Vietò la pratica della simonia e pose fine all'abitudine dei chierici di nominare i propri parenti negli uffici della propria giurisdizione. Furono costruiti dei monasteri e in alcune delle grande cattedrali i monaci presero il posto dei canonici regolari, nelle altre i canonici erano obbligati a vivere secondo le regole connesse con il loro stato. I sacerdoti che diventavano parroci dovevano avere un buon grado d'istruzione, infatti non dovevano insegnare ai loro parrocchiani soltanto i fondamenti della fede cristiana, ma anche aiutarli a migliorare la loro posizione sociale. Lo stato emanò riforme. In tutto il regno ci fu ordine e rispetto delle leggi, nacquero squadre di polizia con lo scopo di proteggere le coste dalle incursioni dei vichinghi. Nel regno ci fu un livello di pace che non si ricordava a memoria di uomo.
Nel 973 l'influenza di Dunstano come statista raggiunse l'apice quando incoronò solennemente re Edgardo. L'incoronazione avvenne a Bath, durante una cerimonia imperiale che era stata pianificata non tanto come inizio quanto come culmine del suo regno (una mossa preceduta da grandi operazioni diplomatiche)
Questa cerimonia fu ideata dallo stesso Dunstano e, celebrata con un poema nella Cronaca anglosassone, è ancora alla base delle odierne incoronazioni dei monarchi britannici. Tempo dopo ci fu una seconda simbolica incoronazione. Questo fu un passo importante, vi parteciparono altri re britannici e giurarono fedeltà a Edgardo a Chester. Sei re, tra i quali quelli di Scozia e di Strathclyde, s'impegnarono a essere signori del re sia in terra che in mare.
Due anni dopo la sua incoronazione Edgardo morì, il suo successore fu il più giovane dei suoi figli, Edoardo. Questa successione fu osteggiata dalla sua matrigna Elfrida d'Inghilterra, che desiderava fosse incoronato suo figlio Etelredo. Grazie all'influenza di Dunstano fu scelto e incoronato Edoardo, a Winchester.

La morte di Edgardo fornì nuovo coraggio ai nobili reazionari che iniziarono una serie di attacchi nei confronti dei monaci artefici delle riforme. Nel Regno di Mercia, molti monaci furono perseguitati e i monasteri furono privati dei loro possedimenti. L'ealdorman dell'Anglia orientale, Ethelwine, prese le loro difese e il regno fu vicino alla guerra civile. Ci furono tre incontri del Witan per cercare di trovare un accordo, a Kyrtlington, a Calne, e ad Amesbury.

Nel secondo luogo, il pavimento della sala dove fu tenuto il Witan crollò e tutti, a parte Dunstano, che si aggrappò ad una trave, caddero nella stanza sottostante, molti dei partecipanti rimasero uccisi.

### Gli ultimi anni
Nel marzo del 978 Edoardo fu assassinato a Corfe Castle, probabilmente su mandato della sua matrigna, e divenne re Etelredo. La sua incoronazione, avvenuta il 31 marzo 978, fu l'ultimo atto pubblico a cui partecipò Dunstano. Quando il giovane sovrano tenne l'usuale giuramento con cui s'impegnava a governare bene, Dunstano gli rivolse un solenne avvertimento, criticando l'atto violento attraverso il quale era diventato re e profetizzando le disgrazie nelle quali ben presto sarebbe caduto il regno. Da questo momento finì l'influenza a corte di Dunstano, che si ritirò a Canterbury per insegnare nella scuola della cattedrale.

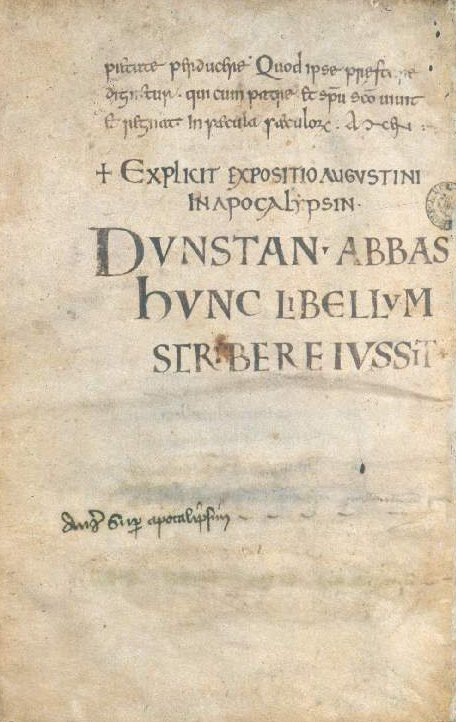
Manoscritto teologico proveniente dalla abbazia di Glastonbury (Biblioteca Bodleiana): L'Abate Dunstano ordina di scrivere questo libro.

Ci sono soltanto altre tre notizie di atti pubblici compiuti da Dunstano. Nel 980 si unì a Aelfero, ealdorman della Mercia, nella solenne traslazione delle reliquie del re Edoardo II, ben presto conosciuto come "Edoardo il martire", dalla sua tomba a Wareham a un santuario nell'abbazia di Shaftesbury.
Nel 984, quando obbedendo a una visione di Sant'Andrea persuase il re Etelredo a nominare Elfego di Canterbury vescovo di Winchester come successore di Etevoldo; nello stesso anno predisse la morte di Editta di Wilton. Infine, nel 986, indusse il re a donare 100 monete d'argento per permettere alla diocesi di Rochester di bloccare l'avanzata del mare.
La vita di Dunstano a Canterbury era fatta di lunghe ore di preghiera, sia di giorno che di notte, oltre alla partecipazione alla Messa e all'Ufficio delle letture. Spesso si recava in visita ai santuari di Sant'Agostino di Canterbury e di San Ethelbert del Kent, ci sono inoltre racconti di una visione di angeli che gli intonano canti paradisiaci.
Dunstano lavorò per aumentare il benessere spirituale e temporale della gente, per costruire e restaurare chiese, per creare scuole, per difendere vedove e orfani, per promuovere la pace e per aumentare il rispetto per la purezza. Si dedicò all'artigianato, costruì campane e organi e corresse i libri della biblioteca della cattedrale. Incoraggiò e protesse gli studenti europei che si recavano in Inghilterra, e fu attivo come insegnante per i ragazzi nella scuola della cattedrale. Alla vigilia dell'Ascensione del 988 ebbe una visione di angeli che lo avvisarono che sarebbe morto tre giorni dopo. Nella messa del giorno successivo Dunstano fece tre prediche, dopo la lettura del Vangelo, al momento della benedizione e dopo l'Agnus Dei. In questa occasione annunciò la sua imminente morte e augurò ai fedeli ogni bene.
Nel pomeriggio scelse il posto per la sua tomba, quindi si mise nel suo letto, le sue forze diminuirono molto rapidamente e la mattina di sabato 19 maggio fece riunire in assemblea tutti i frati. Fu celebrata la messa in sua presenza, ricevette l'Unzione degli infermi e il viatico e poi morì. Le sue ultime parole furono: «Lui mi ha fatto ricordare i suoi stupendi lavori, perché è un Signore misericordioso e indulgente. Lui ha dato da mangiare a coloro che Lo hanno temuto».
Gli anglosassoni lo proclamarono ben presto santo, fu canonizzato nel 1029, quell'anno a Winchester il sinodo ordinò che la festa di san Dunstano fosse solennemente celebrata in tutta l'Inghilterra.

## Culto
Fino a quando la fama di San Tommaso Becket non oscurò la sua, Dunstano fu il santo più amato dal popolo anglosassone. Dunstano fu sepolto nella cripta della Cattedrale di Canterbury. Le sue reliquie furono spostate nel 1180 in una tomba nella parte sud dell'altare maggiore della cattedrale restaurata dopo che un incendio la distrusse parzialmente nel 1174.

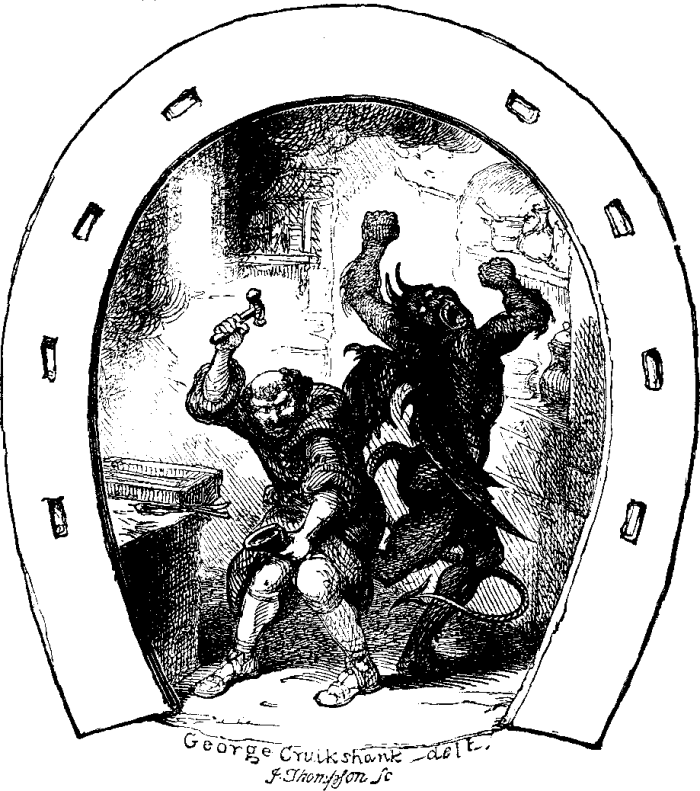
Dunstan mentre ferra gli zoccoli del diavolo, da una illustrazione di George Cruikshank.

I monaci di Glastonbury asseriscono che durante il sacco dei vichinghi del 1012 il corpo di Dunstano fu portato per sicurezza nella loro abbazia. La storia fu confutata dall'arcivescovo William Warham che nel 1508 aprì la tomba del santo a Canterbury, i resti furono trovati ancora nella tomba. Nel corso del secolo il sepolcro del santo fu distrutto durante lo scisma anglicano.
Dunstano è il patrono degli orefici perché ha lavorato come fabbro, pittore e gioielliere. Esiste in Inghilterra un'organizzazione caritativa che si occupa di provvedere alla riabilitazione, alla cura e alla necessità di ciechi che hanno prestato servizio nelle forze armate britanniche che si chiama St Dunstan, proprio facendo riferimento a San Dunstano. Nel mondo molte chiese sono dedicate a lui, in Inghilterra le più importanti sono a Mayfield, a Stepney e due a Londra.
Nella letteratura inglese ci sono molti riferimenti alla sua figura, il più famoso è nella novella Canto di Natale di Charles Dickens, e in questo canto popolare:
(Canto popolare)
Per questo le molle sono diventate il simbolo di San Dunstano e sono scolpite nello scudo, simbolo del quartiere londinese della Tower Hamlets.
Un'altra leggenda narra che Dunstano avesse inchiodato dei ferri da cavallo agli zoccoli del diavolo quando questi gli aveva chiesto di ferrare il suo. Questo provocò un dolore lancinante al diavolo e Dunstano acconsentì a togliere i ferri e rilasciare il diavolo se questi avesse promesso di non entrare in case dove ci fosse un ferro di cavallo. Questa è l'origine della credenza che il ferro di cavallo porti fortuna.
La Chiesa ortodossa, la Chiesa cattolica e la Comunione anglicana lo ricordano in data 19 maggio.

## Genealogia episcopale e successione apostolica
La genealogia episcopale è:
- Arcivescovo Oda di Canterbury
- Arcivescovo Dunstano di Canterbury, O.S.B.

La successione apostolica è:
- Arcivescovo Osvaldo di Worcester (961)
- Vescovo Æthelwold di Winchester (963)
- Vescovo Elfric (968)
- Vescovo Wulfsige (968)
- Vescovo Gucan (972)
- Arcivescovo Etelgaro (980)
- Arcivescovo Elfego, O.S.B. (984)